# Водени талас
Таласи  су привидно кретање мора при којем се честице воде не премештају већ само описују пун круг. Чамац или неки други плутајући предмет на таласу се помера горе и доле, напред и назад, али углавном задржава исти положај. Главни узрочник таласа је ветар. При дувању ветра долази до трења ваздуха и воде, ваздушне честице изводе из равнотеже честице воде, предају им део своје кинетичке енергије и присиљавају их да се крећу. По престанку дувања ветра површина мора се таласа по инерцији још неко време и такво стање назива се мртво море.
У динамици флуида, ветром генерисани таласи су површински таласи који се јављају на слободној површини водене масе (као што су океани, мора, језера, реке, канали, локве или баре). Они су резултат дувања ветра преко подручја површине флуида. Таласи у океанима могу путовати хиљадама километара пре него што стигну до копна. Таласи узроковани ветром се јављају у опсегу величина од малих таласа, до оних са преко 100 ft (30 m) висине.
Иако се таласи обично разматрају у воденим морима Земље, угљоводонична мора Титана могу такође имати таласе вођене ветром.

## Елементи таласа
На сваком таласу разликују се узвишење или  таласни брег  и удубљење или  таласна доља .
Сваки талас има следеће елементе:
1. висину (h)- вертикално растојање између врха таласног брега(или гребена) и дна таласне доље;
2. дужину (L)- хоризонтално растојање између врхова два суседна таласна брега или између двеју суседних доља;
3. брзину (v, m/s)- пут врха таласа(или неке друге тачке на њему) пређен у једној секунди;
4. периоду (T)- време потребно за пролаз два узастопна врха таласног брега кроз неки профил; у суштини то је време за које водене честице таласа описују по један пуни обрт;
5. стрмину(нагиб) (α)- однос између његове висине и половине његове дужине; добијени резултат је тангенс угла α, који чини тангента на профилу таласа са хоризонталном линијом.[7]

Таласи се разликују по димензијама, што зависи од јачине ветра и величине морског басена. Океански ветровни таласи имају просечну дужину око 100 m и висину 3–4 m. Највиши, до 25 m, забележени су у морима око Антарктика и у северном делу Тихог океана. У Јадранском мору највиши талас био је висок 10 m. Најмирније море, у којем преовладавају тишине, јесте Црвено море, зато што је мале ширине и пружа се попречно у односу на смер доминантних ветрова.

## Димензије језерских таласа
Димензије језерских таласа зависе од величине језера - површине његове акваторије и просечне дубине. Зато је разумљиво да се највећи језерски таласи појављују на највећем језеру на Земљи - Каспијском језеру. При јачем северцу (тзв. "бакински норд") дужег трајања таласи на Каспијском језеру изнад Апшеронског прага достижу висину до 11 m - већу него на Јадранском мору, па чак и на Средоземном мору. Они имају дужину 90–98 m, што према висини даје стрмину у односу као 1:8,18 до 1:8,90.
Таласи су високи и на Великим америчким језерима - на Мичигену достижу висину од 6 до 9 m, а на мањем Ирију до 3,6 m. На Ладошком језеру висина таласа је 5–8 m, на Бајкалском и Телецком 4 m и више, на Оњешком 2,4–3 m, на Аралском 2,5 m итд. Треба имати у виду да толико високе таласе подижу само јаки ветрови (са брзинама изнад 20 m/s) и који дуже дувају из истог смера. Иначе, на већини великих језера преовлађују таласи високи 0,5-0,8 m.
Колики је утицај дубине воде на висину ветровних таласа показује пример Охридског језера и Балатона. На Охридском језеру, које је мање акваторије од Балатона (348 km², односно 596 km²) и просечне дубине 144 m, највиши (израчунати) таласи достижу висину до 2 m, а на Балатону, чија је просечна дубина 3,18 m, само 0,8-1,2 m. Дужина таласа сразмерна је дужини акваторије, на којој се развијају ветровни таласи, као и брзини ветра. На вештачким језерима највеће висине таласа забележене су на Цимљанском језеру - преко 3 m, потом на Кујбишевском и Каховском језеру - по 2,5 m, на Горковском језеру 2,3 m итд. Проучавање димензија језерских таласа има врло велики практичан значај за изградњу разних хидротехничких објеката на језерским обалама, као и за пловидбу.

## Цунами
Цунами су посебна врста таласа која настаје под утицајем подморских земљотреса и вулканских ерупција. Крећу се брзином 600–800 km/h, на отвореном мору су мале висине (око 1 m), али када дођу до обале она се повећава и до 30 m, тако да имају рушилачко дејство. Цунами се најчешће јављају у "ватреном појасу Пацифика", дуж обала Јапана, Филипина, Индонезије и Хавајских острва. Најразорнији цунами забележени су у јапанском граду Санрико, који је талас висок 39 m опустошио 1896. године (27.000 мртвих) и талас од 28,5 m 1933. године (3.000 мртвих). Зато је управо у Јапану 1952. године формирана "цунами служба", која може само петнаестак минута после трусног удара да предвиди дејство цунамија и упозори угрожено становништво.